# Яковлевское сельское поселение (Приморский край)
Яковлевское се́льское поселе́ние — сельское поселение в Яковлевском районе Приморского края.
Административный центр — село Яковлевка.

## История
Статус и границы сельского поселения установлены Законом Приморского края от 6 декабря 2004 года № 188-КЗ «О Яковлевском муниципальном районе»

## Население
| 2001  | 2010  | 2011  | 2012  | 2013  | 2014  | 2015  |
| ----- | ----- | ----- | ----- | ----- | ----- | ----- |
| 5661  | ↘4572 | ↘4543 | ↘4433 | ↘4371 | ↘4315 | ↘4263 |
| 2016  | 2017  | 2018  | 2019  | 2020  | 2021  |       |
| ↘4135 | ↘4115 | ↘4024 | ↘4014 | ↘3986 | ↘3702 |       |

## Состав сельского поселения
В состав сельского поселения входят 2 населённых пункта:
| № | Населённый пункт | Тип населённого пункта       | Население |
| - | ---------------- | ---------------------------- | --------- |
| 1 | Андреевка        | село                         | ↘54       |
| 2 | Яковлевка        | село, административный центр | ↘3648     |

## Местное самоуправление
Администрация
Адрес: 692361, с. Яковлевка, ул. Советская, 45. Телефон: 8 (42371) 91-4-06
Глава администрации
- Животягин Евгений Анатольевич